# Arrière-ban
Der Arrière-ban (zu deutsch: Heerbann) war eine Kriegsproklamation im Frankreich des Mittelalters. Der französische König forderte damit förmlich alle Vasallen dazu auf, ihrer Pflicht gemäß, bewaffnete Kontingente für einen bevorstehenden Krieg auszurüsten und bereitzustellen. Zumeist umfasste dies auch einen zeitlich begrenzten Waffendienst der niederen Stände. In aller Regel wurde ein bestimmtes Datum und ein Ort benannt, zu dem sich die Truppen angemessen ausgerüstet und versorgt einzufinden hatten. Die Aufgabe der Proklamation und der Organisation des Arrière-ban oblag dem Profos von Paris.
Der Ausdruck Arrière-ban ist aus den französischen Worten arrière, „Hinter-“, und ban, „Bann, Aufgebot“ zusammengesetzt. Ban umfasste dabei nur das Aufgebot der Vasallen, die dem König unmittelbar unterstanden, während der Arrière-ban auch die Vasallen der Vasallen umfasste. Also auch jene, die dem König nicht direkt unterstanden.